# Intermédiation

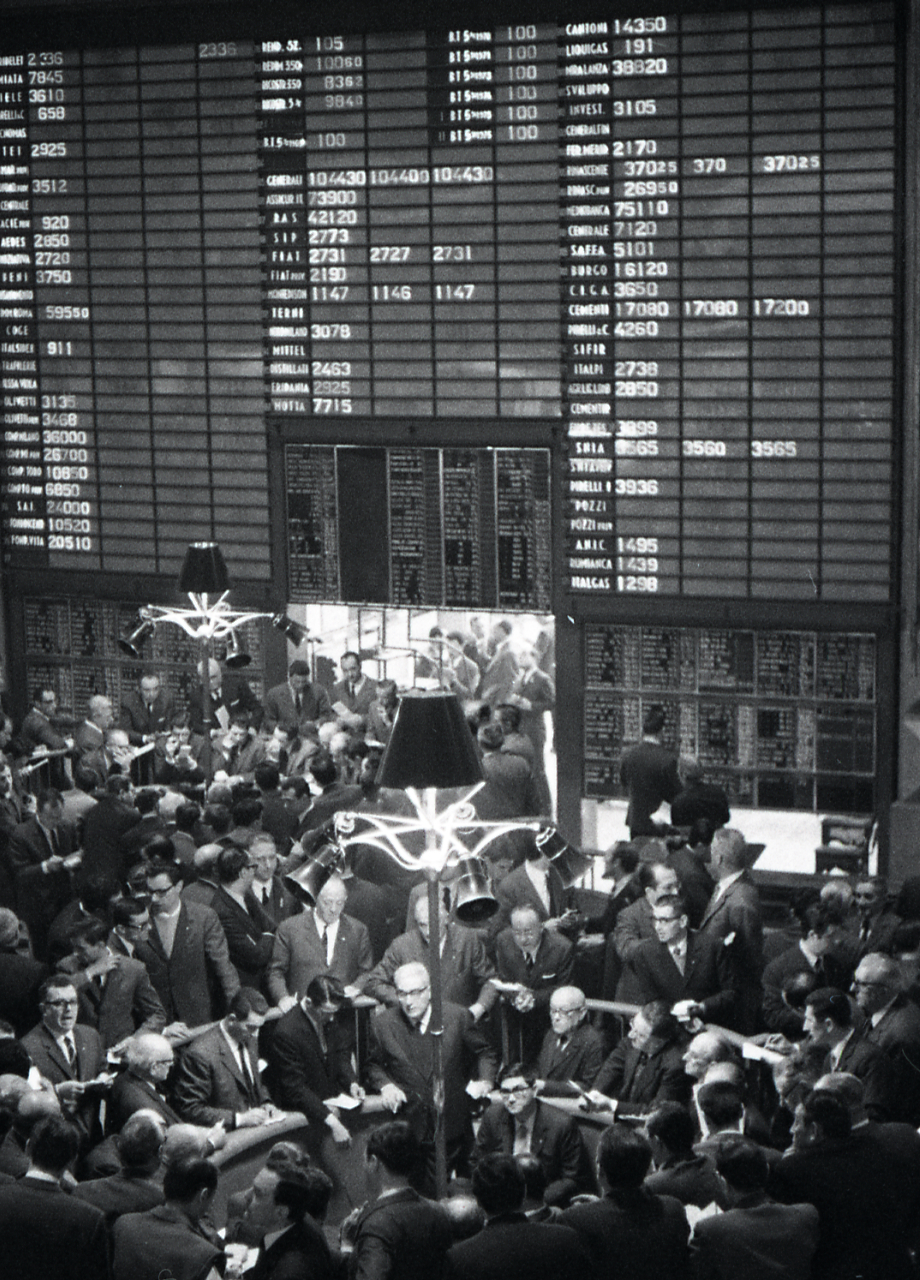
La bourse de Milan

« Intermédiation » est un anglicisme — le mot anglais étant lui-même dérivé du latin « intermedius » (« qui est entre deux, qui tient le milieu ») — voulant désigner la présence et le rôle d'un intermédiaire dans le cadre d'une transaction à caractère économique, financier ou commercial.
L'intermédiation politique désigne la présence et le rôle des corps intermédiaires. La désintermédiation marque leur déclin.

## Intermédiation financière

### Fonctionnement
Le financement d’une économie peut s’opérer soit par utilisation de ressources propres ou autofinancement, soit par appel aux fonds extérieurs. 
Dans cette dernière hypothèse, l'intermédiation financière désigne le fait qu'une entreprise ou organisation choisit de faire appel pour son propre compte à des établissements faisant fonction d'intermédiaire financier (essentiellement des banques) pour trouver les fonds qui lui sont nécessaires, plutôt que de s'adresser elle-même en direct aux détenteurs de capitaux (notamment par souscription d'actions ou d'obligations).
En effet, les agents économiques disposent de deux techniques pour obtenir des ressources extérieures :
1. émettre des actions et des obligations sur le marché financier : il s'agit de désintermédiation ;
2. emprunter auprès des intermédiaires bancaires ou non bancaires : il s'agit d'intermédiation.

On notera que :
- les souscriptions de titres peuvent aussi s'opérer via des intermédiaires financiers au sens large, avec la différence qu'ils ne font dans ces cas que rassembler et transmettre les ordres au lieu d'opérer pour leur propre compte ;
- la technologie de l’intermédiation suscite la création d’institutions financières et leur diversification pour couvrir les différents secteurs de l’activité ;
- la relation entre la théorie monétaire et celle des intermédiaires apparaît au niveau de la théorie de la demande de monnaie, cette demande est liée au patrimoine et face à l’accroissement de ce patrimoine les agents économiques les répartissent en actif financier monétaire.

### Tendance à la désintermédiation
Les systèmes de financement intermédiaire se trouvent être porteurs d’effets pervers et de gaspillage de ressources. D’où les tendances en faveur de la désintermédiation financière, de l’avènement des bourses émergentes. Les banques peuvent participer au processus comme placier avec des rémunérations sous forme d'honoraires, mais plus comme banquier de crédit. La disparition du contrôle des changes et la suppression des compartiments de la finance ont provoqué une forte croissance de ces activités qui peuvent s'exercer en monnaie locale ou en devise. Celles-ci promeuvent quatre idées principales nouvelles : 
1. l’institution de la bourse « universelle » ;
2. la libéralisation des crédits et des taux d’intérêt ;
3. la mise en place des règles de prudence : l’obligation pour les banques d’appliquer le coefficient de solvabilité (le ratio Cooke) remplacé aujourd'hui par le ratio McDonough, ce qui a pu conduire à développer des circuits extrabancaires ;
4. la modernisation du cadre institutionnel par la loi bancaire (1993).

Ce mouvement a donné lieu à la formalisation de la politique dite des 3D: « Décloisonnement, Dérèglementation, Désintermédiation ».
La désintermédiation financière. 
Le poids de la finance intermédiée sur l’économie ainsi que son « positionnement face à l’essor de la finance de marché » peut être synthétiquement mesuré à partir d’un indicateur qu’on appelle le taux d’intermédiation financière [TIF]. Il mesure la part prise par les institutions financières résidentes dans l’ensemble des financements accordés aux agents résidents non financiers (sociétés non financières, ménages, organismes à but non lucratif et administrations publiques). Ce taux peut être calculé au sens étroit ou au sens large. En effet lorsqu’on ne tient compte que des crédits distribués par les intermédiaires financiers, on parle d’un taux d’intermédiation au sens étroit, tandis que lorsque les placements de ces institutions en titres émis par les agents non financiers (actions, obligations, TCN) sont également pris en compte, il s’agit d’un taux d’intermédiation au sens large. Le taux d’intermédiation permet donc de savoir si, dans une économie, la finance indirecte est prédominante ou non. 
Par ailleurs, l’une des facettes de la globalisation financière, le vocable « désintermédiation » financière est un anglicisme. Il a été énoncé par Henri BOURGUINAT dans le cadre de sa fameuse formule dite la « règle des 3 D », qui désigne les mouvements de décloisonnement, de désintermédiation et de dérèglementation qui ont affecté les systèmes financiers des pays industrialisés dans les années 1980 et 1990. La désintermédiation financière vient de l’anglais « disintermediation » qui, d’après le Concise Oxford English Dictionary 2008 (CD-ROM), indique le recul de l’intermédiation bancaire au financement des besoins de l’économie en faveur du marché. La désintermédiation financière est donc un « processus qui conduit les agents économiques à déficit de financement [les entreprises] à réduire leur recours au crédit bancaire et à faire appel directement au marché financier ». De ce fait, il y a désintermédiation financière lorsque se produit une baisse du taux d’intermédiation financière, c’est-à-dire un ralentissement relatif des activités traditionnelles de financement des banques en faveur du financement désintermédié.
Cependant, il y a lieu de relever que la désintermédiation financière n’est rien d’autre que le reflet de la dynamique des modes de financement d’une économie. On ne peut parler de passage d’une économie à financement intermédié [économie d’endettement] à une économie à financement désintermédié [économie de marchés financiers], si et seulement si l’évolution des proportions de ces différents modes de financement dans la totalité des financements se traduit en faveur du financement par les marchés (KOLEDA, G., 2008).
Le mode de financement d’une économie peut évoluer dans le temps. Tel est le cas de la France où le taux d’intermédiation au sens étroit est passé de 70 % en 1978 à 60 % en 1990, 54,2 % en 1994 et à environ 40 % de 2001 à ce jour. Toutefois, en dépit des évolutions de son taux d’intermédiation au sens strict (désintermédiation financière), la France n’est pas encore un « pays à financement de marché », car son TIF au sens large demeure à un niveau supérieur à 50 % (57,8 % en 2009). 
La désintermédiation financière n’est donc pas synonyme de la disparition de l’activité d’intermédiation financière, mais plutôt une expression de l’évolution et de la diversification des modes de financement d’une économie.

## Intermédiation commerciale
L'intermédiation économique ou intermédiation commerciale pointe le rôle d'intermédiaire pour faciliter le rapprochement de l'offre et de la demande, par la mise en relation de plusieurs personnes physiques ou morales ayant des intérêts complémentaires.
Exemples : 
- un consommateur avec un projet d'achat recherche le vendeur du bien ou service qu'il souhaite acquérir ;
- un employeur pourvoyeur d'un poste recherche le demandeur d'emploi ayant les compétences recherchées par cet employeur.

L'intermédiation commerciale n'est pas un phénomène nouveau (cf le rôle ancien et traditionnel des courtiers par exemple). Ceux-ci peuvent être particulièrement actifs sur des marchés comme celui de l'immobilier, de l'assurance, des crédits, des travaux immobiliers, ou des marchandises.

Les relations commerciales se voient sans cesse affectées par des mouvements conduisant à des recompositions de la distribution, tantôt en faveur des intermédiaires, tantôt en leur défaveur. Ainsi :
- en faveur de l'intermédiation, la complexité croissante des caractéristiques techniques et/ou tarifaire des produits tend à revaloriser le rôle de l'intermédiaire en tant que conseil à la vente (rôle de prescription), ou à l'achat (rôle d'expert-conseil) ;
- en défaveur de l'intermédiation, le regain dont bénéficient les formules de circuit court favorisent directement les producteurs ; en pareil cas, la valeur ajoutée des intermédiaires ne ressort plus, aux yeux des consommateurs. À la source de cette tendance :
  - le fait que les offreurs intègrent de plus en plus volontiers une forte dose de service dans leur offre produit pour la définition duquel ils souhaitent entrer en contact direct avec le demandeur ;
  - les nouvelles possibilités de relation directes permises par l'irruption des technologies de l'information qui permettent des possibilités de dialogues personnalisés, à distance, avec la fourniture en ligne de fonctionnalités d'illustration, de documentation, de conception ou de simulation (usage de configurateur) sans précédent ;
  - la recherche de réduction des coûts place les intermédiaires en situation d'analyse de leurs ratios(coûts/avantages).